# Bag lukkede døre (film fra 1922)
Bag lukkede døre (originaltitel: Fools First) er en amerikansk stumfilm fra 1922 instrueret af Marshall Neilan.

## Medvirkende
- Richard Dix som Tommy Frazer
- Claire Windsor som Ann Whittaker
- Claude Gillingwater som Denton Drew
- Raymond Griffith som Tony
- George Siegmann som Spud Miller
- Helen Lynch som Clark
- Shannon Day som 'Cutie' Williams